# Vstupní draft NHL 2018
Vstupní draft NHL 2018 byl 56. vstupním draftem v historii NHL. Konal se od 22. června do 23. června 2018 v American Airlines Center v Dallasu, ve státě Texas, ve Spojených státech amerických (v domácí aréně týmu Dallas Stars).

## Výběry v jednotlivých kolech
Výběr kol draftu:
- 1. kolo
- 2. kolo
- 3. kolo
- 4. kolo
- 5. kolo
- 6. kolo
- 7. kolo

Legenda (hráčova pozice)

C Centr (Střední útočník)   O Obránce   Ú Útočník   B Brankář   LK Levé křídlo   PK Pravé křídlo

### 1. kolo
| #  | Hráč                     | Národnost | Tým NHL                                          | Studentský/juniorský/klubový tým  |
| -- | ------------------------ | --------- | ------------------------------------------------ | --------------------------------- |
| 1  | Rasmus Dahlin (O)        | Švédsko   | Buffalo Sabres                                   | Frolunda HC (SHL)                 |
| 2  | Andrej Svečnikov (PK)    | Rusko     | Carolina Hurricanes                              | Barrie Colts (OHL)                |
| 3  | Jesperi Kotkaniemi (C)   | Finsko    | Montreal Canadiens                               | Assat (Liiga)                     |
| 4  | Brady Tkachuk (LK)       | USA       | Ottawa Senators                                  | Boston University (Hockey East)   |
| 5  | Barrett Hayton (C)       | Kanada    | Arizona Coyotes                                  | Sault Ste. Marie Greyhounds (OHL) |
| 6  | Filip Zadina (PK)        | Česko     | Detroit Red Wings                                | Halifax Mooseheads (QMJHL)        |
| 7  | Quinn Hughes (O)         | USA       | Vancouver Canucks                                | University of Michigan (Big Ten)  |
| 8  | Adam Boqvist (O)         | Švédsko   | Chicago Blackhawks                               | Brynas IF (SHL)                   |
| 9  | Vitalij Kravcov (PK)     | Rusko     | New York Rangers                                 | Traktor Čeljabinsk (KHL)          |
| 10 | Evan Bouchard (O)        | Kanada    | Edmonton Oilers                                  | London Knights (OHL)              |
| 11 | Oliver Wahlstrom (PK)    | USA       | New York Islanders                               | U.S. NTDP (USHL)                  |
| 12 | Noah Dobson (O)          | Kanada    | New York Islanders (od Calgary)                  | Acadie–Bathurst Titan (QMJHL)     |
| 13 | Ty Dellandrea (C)        | Kanada    | Dallas Stars                                     | Flint Firebirds (OHL)             |
| 14 | Joel Farabee (LK)        | USA       | Philadelphia Flyers (od St. Louis)               | U.S. NTDP (USHL)                  |
| 15 | Grigorij Děnisenko (LK)  | Rusko     | Florida Panthers                                 | Lokomotiv Jaroslavl (KHL)         |
| 16 | Martin Kaut (PK)         | Česko     | Colorado Avalanche                               | Dynamo Pardubice (ELH)            |
| 17 | Ty Smith (O)             | Kanada    | New Jersey Devils                                | Spokane Chiefs (WHL)              |
| 18 | Liam Foudy (C)           | Kanada    | Columbus Blue Jackets                            | London Knights (OHL)              |
| 19 | Jay O'Brien (C)          | USA       | Philadelphia Flyers                              | Thayer Academy Tigers (USHS)      |
| 20 | Rasmus Kupari (C)        | Finsko    | Los Angeles Kings                                | Karpat (Liiga)                    |
| 21 | Ryan Merkley (O)         | Kanada    | San Jose Sharks                                  | Guelph Storm (OHL)                |
| 22 | K'Andre Miller (O)       | USA       | New York Rangers (od Pittsburghu via Ottawa)     | U.S. NTDP                         |
| 23 | Isac Lundestrom (C)      | Švédsko   | Anaheim Ducks                                    | Lulea HF (SHL)                    |
| 24 | Filip Johansson (O)      | Švédsko   | Minnesota Wild                                   | Leksands IF (Allsvenskan)         |
| 25 | Dominik Bokk (PK)        | Německo   | St. Louis Blues (od Toronta)                     | Vaxjo Lakers (SHL)                |
| 26 | Jacob Bernard-Docker (O) | Kanada    | Ottawa Senators (od Bostonu via NY Rangers)      | Okotoks Oilers (AJHL)             |
| 27 | Nicolas Beaudin (O)      | Kanada    | Chicago Blackhawks (od Nashvillu)                | Drummondville Voltigeurs (QMJHL)  |
| 28 | Nils Lundkvist (O)       | Švédsko   | New York Rangers (od Tampy Bay)                  | Lulea HF (SHL)                    |
| 29 | Rasmus Sandin (O)        | Švédsko   | Toronto Maple Leafs (od Winnipegu via St. Louis) | Sault Ste. Marie Greyhounds (OHL) |
| 30 | Joe Veleno (C)           | Kanada    | Detroit Red Wings (od Vegas)                     | Drummondville Voltigeurs (QMJHL)  |
| 31 | Alexandr Alexejev (O)    | Rusko     | Washington Capitals                              | Red Deer Rebels (WHL)             |

### 2. kolo
| #  | Hráč                      | Národnost | Tým NHL                                         | Studentský/juniorský/klubový tým |
| -- | ------------------------- | --------- | ----------------------------------------------- | -------------------------------- |
| 32 | Mattias Samuelsson (O)    | USA       | Buffalo Sabres                                  | U.S. NTDP (USHL)                 |
| 33 | Jonatan Berggren (PK)     | Švédsko   | Detroit Red Wings (od Ottawy via NY Rangers)    | Skellefteå AIK (SHL)             |
| 34 | Serron Noel (PK)          | Kanada    | Florida Panthers (od Arizony)                   | Oshawa Generals (OHL)            |
| 35 | Jesse Ylönen (PK)         | Finsko    | Montreal Canadiens                              | Espoo United (Mestis)            |
| 36 | Jared McIsaac (O)         | Kanada    | Detroit Red Wings                               | Halifax Mooseheads (QMJHL)       |
| 37 | Jett Woo (O)              | Kanada    | Vancouver Canucks                               | Moose Jaw Warriors (WHL)         |
| 38 | Alexandr Romanov (O)      | Rusko     | Montreal Canadiens (od Chicaga)                 | Krasnaya Armiya (MHL)            |
| 39 | Olof Lindbom (B)          | Švédsko   | New York Rangers                                | Djurgårdens IF Hockey (SHL)      |
| 40 | Ryan McLeod (C)           | Kanada    | Edmonton Oilers                                 | Mississauga Steelheads (OHL)     |
| 41 | Bode Wilde (O)            | USA       | New York Islanders                              | U.S. NTDP (USHL)                 |
| 42 | Jack Drury (C)            | USA       | Carolina Hurricanes                             | Waterloo Black Hawks (USHL)      |
| 43 | Ruslan Iskhakov (C)       | Rusko     | New York Islanders (od Calgary)                 | Krasnaya Armiya (MHL)            |
| 44 | Albin Eriksson (PK/LK)    | Švédsko   | Dallas Stars                                    | Skellefteå AIK (SHL)             |
| 45 | Scott Perunovich (O)      | USA       | St. Louis Blues                                 | Minnesota Duluth Bulldogs (NCHC) |
| 46 | Martin Fehérváry (O)      | Slovensko | Washington Capitals (od Floridy via New Jersey) | IK Oskarshamn (SHL)              |
| 47 | Kody Clark (PK)           | Kanada    | Washington Capitals (od Colorada)               | Ottawa 67's (OHL)                |
| 48 | Jonathan Tychonick (O)    | Kanada    | Ottawa Senators (od New Jersey via NY Rangers)  | Penticton Vees (BCHL)            |
| 49 | Kirill Marčenko (PK)      | Rusko     | Columbus Blue Jackets                           | Mamonty Yugry (MHL)              |
| 50 | Adam Ginning (O)          | Švédsko   | Philadelphia Flyers                             | Linköpings HC (SHL)              |
| 51 | Akil Thomas (C)           | Kanada    | Los Angeles Kings                               | Niagara IceDogs (OHL)            |
| 52 | Sean Durzi (O)            | Kanada    | Toronto Maple Leafs (od San Jose)               | Owen Sound Attack (OHL)          |
| 53 | Calen Addison (O)         | Kanada    | Pittsburgh Penguins                             | Lethbridge Hurricanes (WHL)      |
| 54 | Benoit-Olivier Groulx (C) | Kanada    | Anaheim Ducks                                   | Halifax Mooseheads (QMJHL)       |
| 55 | Kevin Bahl (O)            | Kanada    | Arizona Coyotes (od Minnesoty)                  | Ottawa 67's (OHL)                |
| 56 | Jacob Olofsson (C)        | Švédsko   | Montreal Canadiens (od Toronta)                 | Timrå IK (SHL)                   |
| 57 | Axel Andersson (O)        | Švédsko   | Boston Bruins                                   | Djurgårdens IF Hockey (SHL)      |
| 58 | Filip Hållander (C)       | Švédsko   | Pittsburgh Penguins (od Nashvillu via Colorado) | Timrå IK (SHL)                   |
| 59 | Gabriel Fortier (LK)      | Kanada    | Tampa Bay Lightning                             | Baie-Comeau Drakkar (QMJHL)      |
| 60 | David Gustafsson (C)      | Švédsko   | Winnipeg Jets                                   | HV711 (SHL)                      |
| 61 | Ivan Morozov (C)          | Rusko     | Vegas Golden Knights                            | Mamonty Yugry (MHL)              |
| 62 | Olivier Rodrigue (B)      | Kanada    | Edmonton Oilers (od Washingtonu via Montreal)   | Drummondville Voltigeurs (QMJHL) |

### 3.  kolo
| #  | Hráč                        | Národnost | Tým NHL                                                                    | Studentský/juniorský/klubový tým       |
| -- | --------------------------- | --------- | -------------------------------------------------------------------------- | -------------------------------------- |
| 63 | Jack McBain (C)             | Kanada    | Minnesota Wild (od Buffala)                                                | Toronto Jr. Canadiens (OJHL)           |
| 64 | Justus Annunen (B)          | Finsko    | Colorado Avalanche (od Ottawy via Pittsburgh)                              | Kärpät Oulu (Liiga)                    |
| 65 | Jan Jeník (PK)              | Česko     | Arizona Coyotes                                                            | HC Benátky nad Jizerou (Chance liga)   |
| 66 | Cameron Hillis (C)          | Kanada    | Montreal Canadiens                                                         | Guelph Storm (OHL)                     |
| 67 | Alec Regula (O)             | USA       | Detroit Red Wings                                                          | London Knights (OHL)                   |
| 68 | Tyler Madden (C)            | USA       | Vancouver Canucks                                                          | Tri-City Storm (USHL)                  |
| 69 | Jake Wise (C)               | USA       | Chicago Blackhawks                                                         | U.S. NTDP (USHL)                       |
| 70 | Jakob Ragnarsson (O)        | Švédsko   | New York Rangers                                                           | Almtuna IS (Allsvenskan)               |
| 71 | Jordan Harris (O)           | USA       | Montreal Canadiens (od Edmontonu)                                          | Kimball Union Academy (USHS)           |
| 72 | Jakub Škarek (B)            | Česko     | New York Islanders                                                         | HC Dukla Jihlava (ELH)                 |
| 73 | Ty Emberson (O)             | USA       | Arizona Coyotes (od Caroliny)                                              | U.S. NTDP (USHL)                       |
| 74 | Niklas Nordgren (PK)        | Finsko    | Chicago Blackhawks (od Calgary via Arizona)                                | IFK Helsinky (Liiga)                   |
| 75 | Oskar Bäck (C)              | Švédsko   | Dallas Stars                                                               | Färjestad BK J20 (SuperElit)           |
| 76 | Semyon Der-Arguchintsev (C) | Rusko     | Toronto Maple Leafs (od St. Louis)                                         | Peterborough Petes (OHL)               |
| 77 | Jakub Lauko (C)             | Česko     | Boston Bruins (od Floridy)                                                 | Piráti Chomutov (ELH)                  |
| 78 | Sampo Ranta (LK)            | Finsko    | Colorado Avalanche                                                         | Sioux City Musketeers (USHL)           |
| 79 | Blake McLaughlin (LK)       | USA       | Anaheim Ducks (od New Jersey)                                              | Chicago Steel (USHL)                   |
| 80 | Marcus Karlberg (LK)        | Švédsko   | Columbus Blue Jackets                                                      | Leksands IF J20 (SuperElit)            |
| 81 | Seth Barton (O)             | Kanada    | Detroit Red Wings (od Philadelphie)                                        | Trail Smoke Eaters (BCHL)              |
| 82 | Bulat Šafigullin (LK)       | Rusko     | Los Angeles Kings                                                          | CHK Neftěchimik Nižněkamsk (KHL)       |
| 83 | Riley Stotts (C)            | Kanada    | Toronto Maple Leafs (od San Jose)                                          | Calgary Hitmen (WHL)                   |
| 84 | Jesper Eliasson (B)         | Švédsko   | Detroit Red Wings (od Pittsburghu)                                         | IF Troja-Ljungby J20 (SuperElit)       |
| 85 | Lukáš Dostál (B)            | Česko     | Anaheim Ducks                                                              | SK Horácká Slavia Třebíč (Chance liga) |
| 86 | Alexandr Chovanov (C)       | Rusko     | Minnesota Wild                                                             | Moncton Wildcats (QMJHL)               |
| 87 | Linus Karlsson (C)          | Švédsko   | San Jose Sharks (od Toronta via New Jersey, Washington, Chicago a Arizona) | Karlskrona HK J20 (SuperElit)          |
| 88 | Joey Keane (O)              | USA       | New York Rangers (od Bostonu)                                              | Barrie Colts (OHL)                     |
| 89 | Logan Hutsko (PK)           | USA       | Florida Panthers (od Nashvillu)                                            | Boston College Eagles (Hockey East)    |
| 90 | Dmitrij Semykin (O)         | Rusko     | Tampa Bay Lightning                                                        | Kapitan Stupino (MHL)                  |
| 91 | Nathan Smith (C)            | USA       | Winnipeg Jets                                                              | Cedar Rapids RoughRiders (USHL)        |
| 92 | Connor Dewar                | Kanada    | Minnesota Wild (od Vegas)                                                  | Everett Silvertips (WHL)               |
| 93 | Riley Sutter (C/PK)         | Kanada    | Washington Capitals                                                        | Everett Silvertips (WHL)               |

### 4. kolo
| #   | Hráč                          | Národnost | Tým NHL                                              | Studentský/juniorský/klubový tým     |
| --- | ----------------------------- | --------- | ---------------------------------------------------- | ------------------------------------ |
| 94  | Matěj Pekař (C)               | Česko     | Buffalo Sabres                                       | Muskegon Lumberjacks (USHL)          |
| 95  | Jonathan Gruden (C)           | USA       | Ottawa Senators                                      | U.S. NTDP (USHL)                     |
| 96  | Luke Henman (C)               | Kanada    | Carolina Hurricanes (od Arizony)                     | Blainville-Boisbriand Armada (QMJHL) |
| 97  | Allan McShane (C)             | Kanada    | Montreal Canadiens (od Montrealu via LA Kings)       | Oshawa Generals (OHL)                |
| 98  | Ryan O'Reilly (PK)            | USA       | Detroit Red Wings                                    | Madison Capitals (USHL)              |
| 99  | Slava Demin (O)               | USA       | Vegas Golden Knights (od Vancouveru via Pittsburgh)  | Wenatchee Wild (BCHL)                |
| 100 | Adam Mascherin (LK)           | Kanada    | Dallas Stars (od Chicaga)                            | Kitchener Rangers (OHL)              |
| 101 | Nico Gross (O)                | Švýcarsko | New York Rangers                                     | Oshawa Generals (OHL)                |
| 102 | Jasper Weatherby (C)          | USA       | San Jose Sharks (od Edmontonu via Montreal)          | Wenatchee Wild (BCHL)                |
| 103 | Jacob Pivonka (C)             | USA       | New York Islanders                                   | U.S. NTDP (USHL)                     |
| 104 | Lenni Killinen (PK)           | Finsko    | Carolina Hurricanes                                  | Kiekko-Espoo J20 (SM-liiga)          |
| 105 | Martin Pospíšil (C)           | Slovensko | Calgary Flames                                       | Sioux City Musketeers (USHL)         |
| 106 | Curtis Douglas (C)            | Kanada    | Dallas Stars                                         | Windsor Spitfires (OHL)              |
| 107 | Joel Hofer (B)                | Kanada    | St. Louis Blues                                      | Swift Current Broncos (WHL)          |
| 108 | Demetrios Koumontzis (LK)     | USA       | Calgary Flames (od Floridy)                          | Edina High School (USHS)             |
| 109 | Tyler Weiss (LK)              | USA       | Colorado Avalanche                                   | U.S. NTDP (USHL)                     |
| 110 | Xavier Bernard (O)            | Kanada    | New Jersey Devils                                    | Drummondville Voltigeurs (QMJHL)     |
| 111 | Jáchym Kondelík (C)           | Česko     | Nashville Predators (od Columbusu)                   | Muskegon Lumberjacks (USHL)          |
| 112 | John St. Ivany (O)            | USA       | Philadelphia Flyers                                  | Sioux Falls Stampede (USHL)          |
| 113 | Aidan Dudas (C)               | Kanada    | Los Angeles Kings                                    | Owen Sound Attack (OHL)              |
| 114 | Ivan Prosvetov (B)            | Rusko     | Arizona Coyotes (od San Jose)                        | Youngstown Phantoms (USHL)           |
| 115 | Paul Cotter (C)               | USA       | Vegas Golden Knights (od Pittsburghu via Tampa Bay)  | Lincoln Stars (USHL)                 |
| 116 | Jack Perbix (PK)              | USA       | Anaheim Ducks                                        | Elk River High School (USHS)         |
| 117 | Linus Lindstrand Cronholm (O) | Švédsko   | Buffalo Sabres (od Minnesoty)                        | Malmö Redhawks J20 (SuperElit)       |
| 118 | Mac Hollowell (O)             | Kanada    | Toronto Maple Leafs                                  | Sault Ste. Marie Greyhounds (OHL)    |
| 119 | Curtis Hall (C)               | USA       | Boston Bruins                                        | Youngstown Phantoms (USHL)           |
| 120 | Philipp Kurashev (C)          | Švýcarsko | Chicago Blackhawks (od Nashvillu)                    | Quebec Remparts (QMJHL)              |
| 121 | Alexander Green (O)           | USA       | Tampa Bay Lightning                                  | Cornell Big Red (ECAC)               |
| 122 | Miloš Roman (C)               | Slovensko | Calgary Flames (od Winnipegu via Montreal)           | Vancouver Giants (WHL)               |
| 123 | Jack Gorniak (PK)             | USA       | Montreal Canadiens (od Vegas via Florida a San Jose) | West Salem High School (USHS)        |
| 124 | Mitchell Gibson (B)           | USA       | Washington Capitals                                  | Lone Star Brahmas (NAHL)             |

### 5. kolo
| #   | Hráč                     | Národnost | Tým NHL                                                 | Studentský/juniorský/klubový tým      |
| --- | ------------------------ | --------- | ------------------------------------------------------- | ------------------------------------- |
| 125 | Miska Kukkonen (O)       | Finsko    | Buffalo Sabres                                          | Ilves U20 (liiga)                     |
| 126 | Angus Crookshank (LK)    | Kanada    | Ottawa Senators                                         | Langley Rivermen (BCHL)               |
| 127 | Wyatte Wylie (O)         | USA       | Philadelphia Flyers (od Arizony)                        | Everett Silvertips (WHL)              |
| 128 | Cole Fonstad (C)         | Kanada    | Montreal Canadiens                                      | Prince Albert Raiders (WHL)           |
| 129 | Justin Almeida (C)       | Kanada    | Pittsburgh Penguins (od Detroitu)                       | Moose Jaw Warriors (WHL)              |
| 130 | Toni Utunen (O)          | Finsko    | Vancouver Canucks                                       | Lempäälän Kisa (Mestis)               |
| 131 | Spencer Stastney (O)     | USA       | Nashville Predators (od Chicaga)                        | U.S. NTDP (USHL)                      |
| 132 | Lauri Pajuniemi (PK)     | Finsko    | New York Rangers                                        | TPS Turku (liiga)                     |
| 133 | Samuel Houde (C)         | Kanada    | Montreal Canadiens (od Edmontonu)                       | Chicoutimi Sagueneens (QMJHL)         |
| 134 | Blade Jenkins (LK)       | USA       | New York Islanders                                      | Saginaw Spirit (OHL)                  |
| 135 | Brandon Kruse (LK)       | USA       | Vegas Golden Knights (od Caroliny)                      | Bowling Green State University (WCHA) |
| 136 | Akira Schmid (B)         | Švýcarsko | New Jersey Devils (od Calgary via Arizona)              | SCL Tigers U20 (Junioren Elite A)     |
| 137 | Riley Damiani (C)        | Kanada    | Dallas Stars                                            | Kitchener Rangers (OHL)               |
| 138 | Hugh McGing (LK)         | USA       | St. Louis Blues                                         | Western Michigan University (NCHC)    |
| 139 | Mikael Hakkarainen       | Finsko    | Chicago Blackhawks (od Floridy via San Jose a Montreal) | Muskegon Lumberjacks (USHL)           |
| 140 | Brandon Saigeon (C)      | Kanada    | Colorado Avalanche                                      | Hamilton Bulldogs (OHL)               |
| 141 | Jegor Šarangovič (C)     | Bělorusko | New Jersey Devils                                       | HK Dinamo Minsk (KHL)                 |
| 142 | Michael Callahan (O)     | USA       | Arizona Coyotes (od Columbusu via Chicago)              | Youngstown Phantoms (USHL)            |
| 143 | Samuel Ersson (B)        | Švédsko   | Philadelphia Flyers                                     | Brynäs IF J20 (SuperElit)             |
| 144 | Dávid Hrenák (B)         | Slovensko | Los Angeles Kings                                       | St. Cloud State University (NCHC)     |
| 145 | Dennis Busby (O)         | Kanada    | Arizona Coyotes (od San Jose)                           | Flint Firebirds (OHL)                 |
| 146 | Daniil Žuravljov (O)     | Rusko     | Colorado Avalanche (od Pittsburghu)                     | Irbis Kazaň (MHL)                     |
| 147 | Roman Durný (B)          | Slovensko | Anaheim Ducks                                           | Des Moines Buccaneers (USHL)          |
| 148 | Simon Johansson (O)      | Švédsko   | Minnesota Wild                                          | Djurgårdens IF J20 (SuperElit)        |
| 149 | Filip Král (O)           | Česko     | Toronto Maple Leafs                                     | Spokane Chiefs (WHL)                  |
| 150 | Declan Chisholm (O)      | Kanada    | Winnipeg Jets (od Bostonu)                              | Peterborough Petes (OHL)              |
| 151 | Vladislav Jerjomenko (O) | Bělorusko | Nashville Predators                                     | Calgary Hitmen (WHL)                  |
| 152 | Magnus Chrona (B)        | Švédsko   | Tampa Bay Lightning                                     | Nacka HK J18 (J18 Elit)               |
| 153 | Giovanni Vallati (O)     | Kanada    | Winnipeg Jets                                           | Kitchener Rangers (OHL)               |
| 154 | Connor Corcoran (O)      | Kanada    | Vegas Golden Knights                                    | Windsor Spitfires (OHL)               |
| 155 | Damien Giroux (C)        | Kanada    | Minnesota Wild (od Washingtonu)                         | Saginaw Spirit (OHL)                  |

### 6. kolo
| #   | Hráč                         | Národnost | Tým NHL                                         | Studentský/juniorský/klubový tým     |
| --- | ---------------------------- | --------- | ----------------------------------------------- | ------------------------------------ |
| 156 | Pontus Holmberg (PK)         | Švédsko   | Toronto Maple Leafs (od Buffala)                | VIK Västerås HK (Hockeyettan)        |
| 157 | Kevin Mandolese (B)          | Kanada    | Ottawa Senators                                 | Cape Breton Screaming Eagles (QMJHL) |
| 158 | David Tendeck (B)            | Kanada    | Arizona Coyotes                                 | Vancouver Giants (WHL)               |
| 159 | Tim Berni (O)                | Švýcarsko | Columbus Blue Jackets (od Montreal via Detroit) | GCK Lions (Swiss League)             |
| 160 | Victor Brattström (B)        | Švédsko   | Detroit Red Wings                               | Timrå IK (Allsvenskan)               |
| 161 | Alex Kannok-Leipert (O)      | Kanada    | Washington Capitals (od Vancouveru)             | Vancouver Giants (WHL)               |
| 162 | Alexis Gravel (B)            | Kanada    | Chicago Blackhawks                              | Halifax Mooseheads (QMJHL)           |
| 163 | Simon Kjellberg (O)          | Švédsko   | New York Rangers                                | Rögle BK J20 (SuperElit)             |
| 164 | Michael Kesselring (O)       | USA       | Edmonton Oilers                                 | New Hampton School (USHS)            |
| 165 | Johan Södergran (PK)         | Švédsko   | Los Angeles Kings (od NY Islanders)             | Linköpings HC J20 (SuperElit)        |
| 166 | Jesper Sellgren (O)          | Švédsko   | Carolina Hurricanes                             | MODO Hockey (Allsvenskan)            |
| 167 | Mathias Emilio Pettersen (C) | Norsko    | Calgary Flames                                  | Muskegon Lumberjacks (USHL)          |
| 168 | Dawson Barteaux (O)          | Kanada    | Dallas Stars                                    | Red Deer Rebels (WHL)                |
| 169 | Mathias Laferriere (PK)      | Kanada    | St. Louis Blues                                 | Cape Breton Screaming Eagles (QMJHL) |
| 170 | Justin Schutz (LK)           | Německo   | Florida Panthers                                | EC Red Bull Salzburg                 |
| 171 | Nikolaj Kovalenko (PK)       | Rusko     | Colorado Avalanche                              | Loko Jaroslavl (MHL)                 |
| 172 | Mitchell Hoelscher (C)       | Kanada    | New Jersey Devils                               | Ottawa 67's (OHL)                    |
| 173 | Veini Vehviläinen (B)        | Finsko    | Columbus Blue Jackets                           | Kärpät Oulu (Liiga)                  |
| 174 | Gavin Hain (C)               | USA       | Philadelphia Flyers                             | U.S. NTDP (USHL)                     |
| 175 | Jacob Ingham (B)             | Kanada    | Los Angeles Kings                               | Mississauga Steelheads (OHL)         |
| 176 | Zachary Emond (B)            | Kanada    | San Jose Sharks                                 | Rouyn-Noranda Huskies (QMJHL)        |
| 177 | Liam Gorman (C)              | USA       | Pittsburgh Penguins                             | Saint Sebastian's School (USHS)      |
| 178 | Hunter Drew (O)              | Kanada    | Anaheim Ducks                                   | Charlottetown Islanders (QMJHL)      |
| 179 | Shawn Boudrias (PK)          | Kanada    | Minnesota Wild                                  | Gatineau Olympiques (QMJHL)          |
| 180 | Peter Diliberatore (O)       | Kanada    | Vegas Golden Knights (od Toronta)               | Salisbury School (USHS)              |
| 181 | Dustyn McFaul (O)            | Kanada    | Boston Bruins                                   | Pickering Panthers (OJHL)            |
| 182 | John Leonard (LK)            | USA       | San Jose Sharks (od Nashvillu)                  | UMass Amherst (Hockey East)          |
| 183 | Cole Koepke (LK)             | USA       | Tampa Bay Lightning                             | Sioux City Musketeers (USHL)         |
| 184 | Jared Moe (B)                | USA       | Winnipeg Jets                                   | Waterloo Black Hawks (USHL)          |
| 185 | Xavier Bouchard (O)          | Kanada    | Vegas Golden Knights                            | Baie-Comeau Drakkar (QMJHL)          |
| 186 | Artyom Manukyan (PK)         | Rusko     | Vancouver Canucks (od Washingtonu)              | Avangard Omsk (KHL)                  |

### 7. kolo
| #   | Hráč                     | Národnost      | Tým NHL                                            | Studentský/juniorský/klubový tým |
| --- | ------------------------ | -------------- | -------------------------------------------------- | -------------------------------- |
| 187 | William Worge Kreü (O)   | Švédsko        | Buffalo Sabres                                     | Linköpings HC J20 (SuperElit)    |
| 188 | Jakov Novak (LK)         | Kanada         | Ottawa Senators                                    | Janesville Jets (NAHL)           |
| 189 | Liam Kirk (LK)           | Velká Británie | Arizona Coyotes                                    | Sheffield Steelers (EIHL)        |
| 190 | Brett Stapley (C)        | Kanada         | Montreal Canadiens (od Montrealu via Philadelphia) | Vernon Vipers (BCHL)             |
| 191 | Otto Kivenmäki (C)       | Finsko         | Detroit Red Wings                                  | Ässät Pori (SM-liiga)            |
| 192 | Matthew Thiessen (B)     | Kanada         | Vancouver Canucks                                  | Steinbach Pistons (MJHL)         |
| 193 | Josiah Slavin (LK)       | USA            | Chicago Blackhawks                                 | Lincoln Stars (USHL)             |
| 194 | Luke Loheit (PK)         | USA            | Ottawa Senators (od NY Rangers)                    | Minnetonka High School (USHS)    |
| 195 | Patrik Siikanen (C)      | Finsko         | Edmonton Oilers                                    | Kiekko-Espoo (SM-liiga)          |
| 196 | Christian Krygier (O)    | USA            | New York Islanders                                 | Lincoln Stars (USHL)             |
| 197 | Jacob Kucharski (B)      | USA            | Carolina Hurricanes                                | Des Moines Buccaneers (USHL)     |
| 198 | Dmitrij Zavgorodnij (LK) | Rusko          | Calgary Flames                                     | Rimouski Océanic (QMJHL)         |
| 199 | Jermaine Loewen (LK)     | Kanada         | Dallas Stars                                       | Kamloops Blazers (WHL)           |
| 200 | Tyler Tucker (O)         | Kanada         | St. Louis Blues                                    | Barrie Colts (OHL)               |
| 201 | Cole Krygier (O)         | USA            | Florida Panthers                                   | Lincoln Stars (USHL)             |
| 202 | Šamil Šmakov (B)         | Rusko          | Colorado Avalanche                                 | Sibirskie Snaipery (MHL)         |
| 203 | Eetu Pakkila (LK)        | Finsko         | New Jersey Devils                                  | Kärpät Oulu U20 (SM-liiga)       |
| 204 | Trey Fix-Wolansky (PK)   | Kanada         | Columbus Blue Jackets                              | Edmonton Oil Kings (WHL)         |
| 205 | Marcus Westfält (C)      | Švédsko        | Philadelphia Flyers                                | Brynäs IF (SHL)                  |
| 206 | Radim Šalda (O)          | Česko          | Tampa Bay Lightning (od Los Angeles)               | Saint John Sea Dogs (QMJHL)      |
| 207 | Santtu Kinnunen (O)      | Finsko         | Florida Panthers (od San Jose)                     | Pelicans Lahti U20 (SM-liiga)    |
| 208 | Jordan Kooy (B)          | Kanada         | Vegas Golden Knights (od Pittsburghu)              | London Knights (OHL)             |
| 209 | Zachary Bouthillier (B)  | Kanada         | Toronto Maple Leafs (od Anaheimu)                  | Chicoutimi Sagueneens (QMJHL)    |
| 210 | Samuel Hentges (C)       | USA            | Minnesota Wild                                     | Tri-City Storm (USHL)            |
| 211 | Semjon Kizimov (PK)      | Rusko          | Toronto Maple Leafs                                | Laďa Togliatti (MHL)             |
| 212 | Pavel Šen (C)            | Rusko          | Boston Bruins                                      | Mamonty Yugry (MHL)              |
| 213 | Milan Klouček (B)        | Česko          | Nashville Predators                                | HC Dynamo Pardubice (ELH)        |
| 214 | Ty Taylor (B)            | Kanada         | Tampa Bay Lightning                                | Vernon Vipers (BCHL)             |
| 215 | Austin Wong (C)          | Kanada         | Winnipeg Jets                                      | Okotoks Oilers (AJHL)            |
| 216 | Riley Hughes (PK)        | USA            | New York Rangers (od Vegas via Carolina)           | Saint Sebastian's School (USHS)  |
| 217 | Eric Florchuk (C)        | Kanada         | Washington Capitals                                | Saskatoon Blades (WHL)           |

## Draftovaní podle národnosti
| Pořadí | Země               | Počet | Podíl v % | Nejvyšší výběr                 |
|        | Severní Amerika    | 125   | 57.6%     |                                |
| ------ | ------------------ | ----- | --------- | ------------------------------ |
| 1      | Kanada             | 73    | 33.6%     | Barrett Hayton, 5.             |
| 2      | USA                | 52    | 24.0%     | Brady Tkachuk, 4.              |
|        | Evropa             | 92    | 42.4%     |                                |
| 3      | Švédsko            | 30    | 13.8%     | Rasmus Dahlin, 1.              |
| 4      | Rusko              | 20    | 9.2%      | Andrej Svečnikov, 2.           |
| 5      | Finsko             | 16    | 7.4%      | Jesperi Kotkaniemi, 3.         |
| 6      | Česko              | 11    | 5.1%      | Filip Zadina, 6.               |
| 7      | Slovensko          | 5     | 2.3%      | Martin Fehérváry, 46.          |
| 8      | Švýcarsko          | 4     | 1.8%      | Nico Gross, 101.               |
| 9      | Bělorusko          | 2     | 0.9%      | Jegor Šarangovič, 141.         |
| 10     | Německo            | 2     | 0.9%      | Dominik Bokk, 25.              |
|        | Norsko             | 1     | 0.5%      | Mathias Emilio Pettersen, 167. |
|        | Spojené království | 1     | 0.5%      | Liam Kirk, 189.                |